# Cristina Grigoraș
Cristina Grigoraș (Huși, 25 de abril de 1990) es una deportista rumana que compitió en remo.
Ganó una medalla de plata en el Campeonato Mundial de Remo de 2013 y siete medallas en el Campeonato Europeo de Remo entre los años 2009 y 2015.
Participó en los Juegos Olímpicos de Londres 2012, ocupando el cuarto lugar en la prueba de ocho con timonel.

## Palmarés internacional
| Campeonato Mundial | Campeonato Mundial      | Campeonato Mundial | Campeonato Mundial |
| Año                | Lugar                   | Medalla            | Prueba             |
| ------------------ | ----------------------- | ------------------ | ------------------ |
| 2013               | Chungju (Corea del Sur) | Medalla de plata   | Ocho con timonel   |
| Campeonato Europeo |                         |                    |                    |
| Año                | Lugar                   | Medalla            | Prueba             |
| 2009               | Brest (Bielorrusia)     | Medalla de bronce  | Cuatro scull       |
| 2011               | Plovdiv (Bulgaria)      | Medalla de oro     | Ocho con timonel   |
| 2012               | Varese (Italia)         | Medalla de oro     | Ocho con timonel   |
| 2013               | Sevilla (España)        | Medalla de oro     | Dos sin timonel    |
| 2013               | Sevilla (España)        | Medalla de oro     | Ocho con timonel   |
| 2014               | Belgrado (Serbia)       | Medalla de plata   | Dos sin timonel    |
| 2015               | Poznań (Polonia)        | Medalla de bronce  | Dos sin timonel    |